# Lampertsloch
Lampertsloch é uma comuna francesa na região administrativa de Grande Leste, no departamento Baixo Reno. Estende-se por uma área de 10,46 km². Em 2010 a comuna tinha 729 habitantes (densidade: 69,7 hab./km²).